# آلباتروس دی۱۱
آلباتروس دی۱۱ (به انگلیسی: Albatros_D.XI) یک هواگرد از نوع جنگنده ساخت شرکت آلباتروس فلوکتسایک‌ورک در آلمان است. هواگرد آلباتروس دی۱۱ نخستین پروازش را در فوریه ۱۹۱۸ میلادی انجام داد. در مجموع، تعداد ۲ فروند از این هواگرد ساخته شده‌است.